# Huis te Garreweer
Huis te Garreweer was een borg in Groningen bij het gehucht Garreweer, ongeveer twee kilometer ten westen van Appingedam. In 1325 wordt het huis reeds genoemd via de bewoner Gayko Gaykinga. Over de borg is heel weinig bekend, men denkt ook wel dat het hier een steenhuis betreft. Na Gaykinga is de borg bewoond door de geslachten Sjabbe (1380), Edzeko (1396) en Ukena (1411).
Pas in 1649 komt men de naam Garreweer opnieuw tegen, nu bewoond door Rudolf Polman. Deze borg zou op een andere plaats liggen dan het oude Garreweer. Rudolf Polman was gehuwd met Aleida van Ewsum, en uit dit huwelijk werd in 1631 hun zoon Johan Frederik geboren, later burgemeester van Emden. Johan Frederik was gehuwd met Ida Helena van der Mark. Uit dit huwelijk werden twaalf kinderen geboren, waarvan de oudste zoon Rudolf het huis Garreweer erfde. Rudolf kocht later ook de borg Snelgersma te Appingedam en verkreeg via zijn vrouw Johanna Emilia van Ewsum in 1706 Tammingahuizen. 
Rudolfs zoon Ulrich Willem Polman liet de borg afbreken en herbouwen. Ulrich Willem trouwde met Jeronima Alegonda Cathrina van Beninga. Na de dood van Ulrich hertrouwde zij met Willem Daniel van Merwede. Een dochter uit dit huwelijk, Adriana, trouwde met Georg Ludwig von Appelle van Midlum en daarna met diens broer Mauritz Wilhelm von Appelle. Naar hen werd het huis ook wel Appelburg genoemd. 
In 1820 werd de borg verbouwd tot boerderij; in 1932 is de borg afgebrand. 